# 小行星6286
小行星6286（英語：6286）是一颗围绕太阳公转的小行星。1983年3月10日，E. Barr在可可尼诺县发现了此天体。
这颗小行星的绝对星等为10.81365872914294等。